# Grand Geyser
Grand Geyser est un geyser de type « fontaine » situé dans le Upper Geyser Basin dans le parc national de Yellowstone aux États-Unis. C'est le plus grand des geysers aux éruptions prévisibles. Il a été baptisé par Ferdinand Vandeveer Hayden en 1871.

## Éruptions
Le jet d'eau de Grand Geyser peut atteindre 60 mètres de hauteur, et une éruption dure de 9 à 12 minutes. Les éruptions sont une succession de un à quatre (rarement cinq) jaillissements.

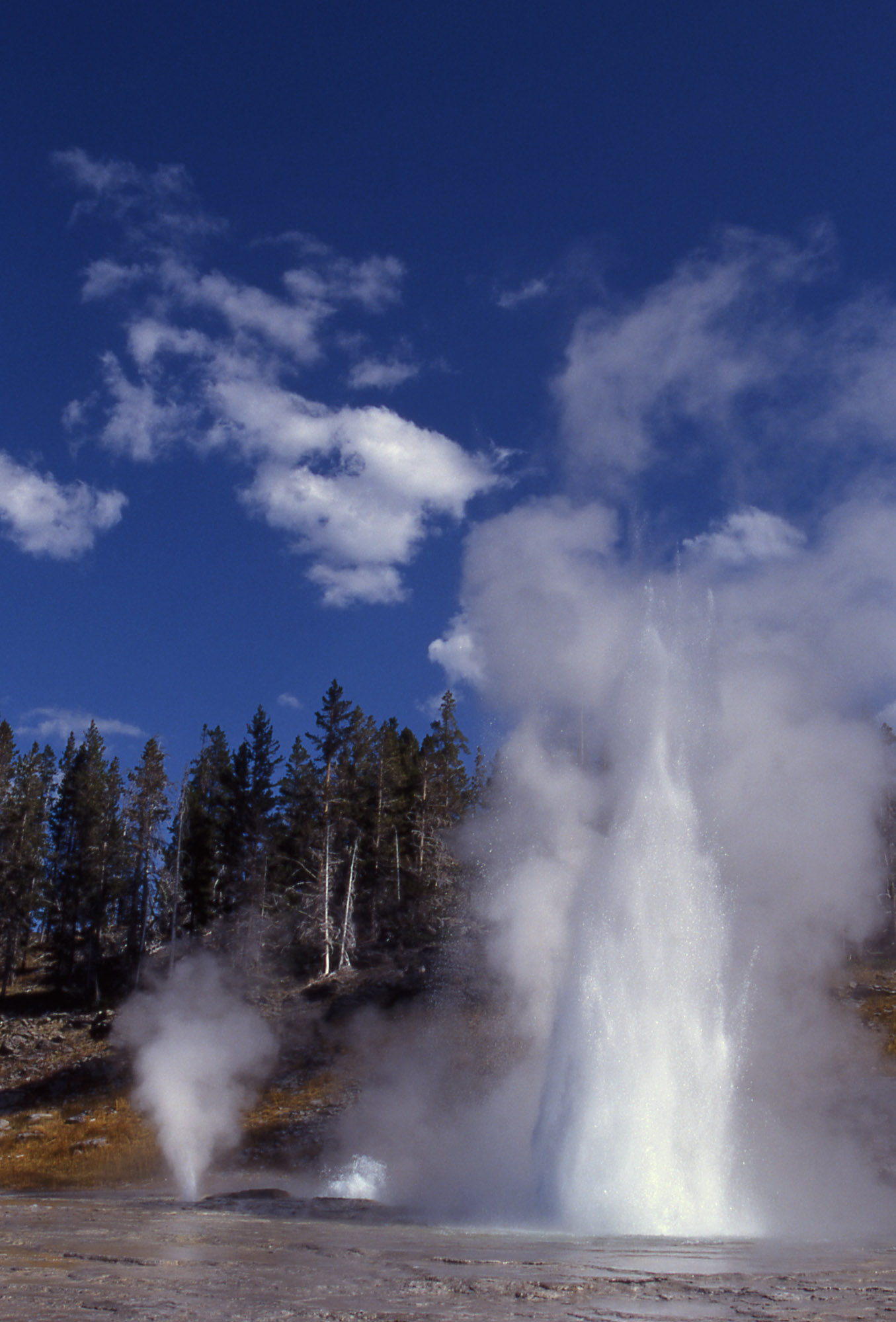
Grand Geyser (droite), Turban Geyser (centre) et Vent Geyser (gauche) en éruption.